# Йорн Крогберк
Йорн Крогберк (Crogberc) (1938) — данський дипломат. Надзвичайний і Повноважний Посол Королівства Данія в Україні (1997-2001).

## Життєпис
Народився у 1938 році. У 1965 отримав вищу юридичну освіту.
З 1966 по 1970 — співробітник МЗС Королівства Данія.
З 1970 по 1974 — секретар посольства Королівства Бельгії в Буенос-Айресі (Аргентина).
З 1974 по 1977 — 1-й секретар, радник посольства Королівства Данії в Делі (Індія).
З 1977 по 1988 — завідувач бюро, відділу МЗС Королівства Данії.
З 1988 по 1991 — Надзвичайний і Повноважний Посол Королівства Данія в Даці (Бангладеш).
З 1991 по 1994 — Надзвичайний і Повноважний Посол Королівства Данія в Аккрі (Гана).
З 1991 по 1994 — Надзвичайний і Повноважний Посол Королівства Данія за сумісництвом в Буркіна-Фасо і Гвінеї.
З 1994 по 1997 — Надзвичайний і Повноважний Посол Королівства Данія в Лусаці (Замбія).
З 1997 по 2001 — Надзвичайний і Повноважний Посол Королівства Данія в Україні та в Грузії і Вірменії за сумісництвом.